# Jesse Winchester (chanteur)
Pour les articles homonymes, voir Jesse Winchester (homonymie).
Jesse Winchester est un auteur-compositeur-interprète américain de country folk né le 17 mai 1944 et mort le 11 avril 2014.

## Biographie
Originaire de la Louisiane, Jesse Winchester commence à jouer de la musique à l'adolescence à Memphis. En 1967, il quitte les États-Unis pour le Canada afin d'échapper à la conscription, refusant de participer à la guerre du Viêt Nam. Son premier album, Jesse Winchester (1970), est enregistré à Toronto et produit par Robbie Robertson. Son statut de déserteur l'empêche de donner des concerts dans son pays natal, mais de nombreux artistes reprennent ses chansons. Il obtient la nationalité canadienne en 1973.
Le président Jimmy Carter prononce l'amnistie pour les déserteurs en 1977, ce qui inclut Winchester. Il retourne vivre aux États-Unis en 2002 et s'installe à Charlottesville, en Virginie, où il trouve la mort en 2014 des suites d'un cancer de la vessie.

## Discographie
- 1970 : Jesse Winchester
- 1972 : Third Down, 110 to Go
- 1974 : Learn to Love It
- 1976 : Let the Rough Side Drag
- 1977 : Nothing but a Breeze
- 1978 : A Touch on the Rainy Side
- 1981 : Talk Memphis
- 1988 : Humour Me
- 1999 : Gentleman of Leisure
- 2009 : Love Filling Station
- 2014 : A Reasonable Amount of Trouble